# Шурдан (Ајова)
Шурдан (енгл. Churdan) град је у америчкој савезној држави Ајова. По попису становништва из 2010. у њему је живело 386 становника.

## Демографија
Према попису становништва из 2010. у граду је живело 386 становника, што је -32 (-7.7%) становника више него 2000. године.
| Група             | 2000.       | 2010.       |
| Белци             | 417 (99,8%) | 365 (94,6%) |
| Афроамериканци    | 1 (0,2%)    | 4 (1,0%)    |
| Азијати           | 0 (0,0%)    | 4 (1,0%)    |
| Хиспаноамериканци | 0 (0,0%)    | 3 (0,8%)    |
| Укупно            | 418         | 386         |